# 铁拳 Tag Tournament 2
《铁拳 Tag Tournament 2》是格斗游戏系列铁拳的第八部正统续作。最初的街机版本于2011年9月14日在日本推出，随后在2012年3月37日推出了副标题为“Unlimited”的升级版. 基于最新版本街机进行移植的家用机版本于2012年9月发行，平台为PlayStation 3和Xbox 360，同年11月发行了Wii U版。

## 收錄角色
本作收錄鐵拳6或前作所有角色。除了在鐵拳3聯動的角色小岡、熊一世、豹王一世、鐵甲豹王一世沒登場之外，茱莉亞·張化名為潔西登場，莉莉的管家夕巴斯汀首次登場，鮑勃·李察士也有苗條鮑勃的變體。
本次最終魔王為風間凖，也會變身為不明。